# 2020年2月

## 2月1日
- 澳大利亚发布旅行禁令，禁止中国大陸旅客入境，也呼吁国民不要前往中国大陸旅行。[1][2]

## 2月2日
- 英国斯特雷特姆发生持刀袭击事件（英语：2020 Streatham stabbing），2人受伤，袭击者被当场击毙。[3]

## 2月3日
- 2020年美國總統選舉：民主黨和共和黨分別在艾奥瓦州舉行黨團會議，是兩黨的全國首場初選。[4]
- 馬拉維憲法法院判決2019年馬拉維總統選舉結果無效，需要在151日內重新舉行選舉。在該次選舉成功連任的總統彼得·穆塔里卡仍可繼續留任直至新選舉。法院同時判決在該次選舉得票居第3位的前副總統索洛斯·奇利馬恢復副總統職務直至新選舉。[5]
- 莱索托第一夫人梅塞娅·塔巴内（英语：Maesiah Thabane）返回莱索托自首。她被控涉嫌谋杀其丈夫萊索托首相湯姆·塔巴內的前妻利波列罗·塔巴内（英语：Lipolelo Thabane）。此前，她于1月10日逃往南非。[6]
- 科索沃议会批准了总理阿尔宾·库尔蒂的内阁名单。[7]

## 2月4日
- 土耳其东部凡省发生雪崩（英语：2020 Van avalanches），造成41人死亡。[8]

## 2月5日
- 美国国会参议院否決针对总统唐納·川普的彈劾案。针对滥用职权的指控，无罪票为52票，有罪票为48票；针对妨碍国会的指控，无罪票为53票，有罪票为47票。[9]
- 罗马尼亚议会以261票支持通過對總理卢多维克·奥尔班政府的不信任動議。[10]
- 土耳其飛馬航空一架波音737-800客机在伊斯坦堡萨比哈·格克琴国际机场降落时冲出跑道，机身断裂为三截，造成3人死亡，179人受伤。[11]
- 德国图林根州州长（英语：List of Ministers-President of Thuringia）选举中，外界原本认为陪跑的自由民主党籍候选人托马斯·凯默里希（英语：Thomas Kemmerich）在第三轮依靠德國另類選擇的投票支持，意外击败寻求连任的左翼党籍州长波多·拉梅洛。[12][13]

## 2月6日
- 意大利一列由米兰开往薩萊諾的高速列车在伦巴第大区洛迪附近脱轨，两名司机死亡，三十一人受伤。[14]
- 蘇格蘭財政事務內閣大臣（英语：Cabinet Secretary for Finance）德里克·麥凱（英语：Derek Mackay）因短信丑闻辞职。《蘇格蘭太陽報》报道，麦凯自前一年8月起向一位16岁男青年发送大量暧昧短信。[15]
- 华为公司宣布已在美国德克萨斯东区联邦地区法院和美国德克萨斯西区联邦地区法院起诉Verizon，指控被告侵犯华为在美国的12项专利权。[16]
- 美国总统唐纳德·特朗普宣布美国在也门击毙阿拉伯半島基地組織领导人卡西姆·里米。[17][18]
- 2月3日美國艾奧瓦州民主黨黨團會議（英语：2020 Iowa Democratic caucuses）举行三天后，公布投票结果，彼特·布塔朱吉以26.2%得票率略微领先于得票率26.1%的伯尼·桑德斯，伊莉莎白·華倫（18.0%）、乔·拜登（15.8%）、艾米·克罗布彻（12.3%）分列其后。[19][20]
- 美國國家航空暨太空總署女性航天员克里斯蒂娜·科赫返回地球，刷新女性航天员单次太空停留时间纪录。[21]
- 候任中華民國副總統赖清德访问美国华盛顿特区期间出席国家祈祷早餐会（英语：National Prayer Breakfast）。出席早餐会的有美国总统唐納·川普、副总统迈克·彭斯、众议院议长南希·佩洛西等人。[22]中华人民共和国外交部发言人华春莹在例行记者会上称，已就此事向美国提出交涉。[23]

## 2月7日
- 唐納德·特朗普彈劾案中在美国国会作证的美国国家安全委员会欧洲事务主任亚历山大·温德曼被解职。亚历山大·温德曼的弟弟叶夫根尼·温德曼（Yevgeny Vindman）在国家安全委员会担任高级律师，虽然未在国会作证，也遭到解职。[24]弹劾案中在国会作证的美国驻欧盟大使戈登·桑德兰（英语：Gordon Sondland）被召回。[25]
- 当地时间19时许，哈萨克斯坦江布尔州科尔代地区（英语：Korday District）东干人聚居的村落发生骚乱，10人死亡。[26]

## 2月8日
- 泰国那空叻差是瑪府发生槍擊案，至少17人丧命，21人受伤。[27]
- 2020年爱尔兰大选进行投票。结果于11日公布，共和黨在爱尔兰众议院赢得38席，为第一大党；新芬黨赢得37席，排名第二；爱尔兰统一党以35席排名第三位。这次选举打破了共和黨同统一党分列前二的长期局面。[28]
- 當晚，美国和阿富汗联军在阿富汗东部纳加哈省执行任务时，遭到一名身穿阿富汗军服的人士持机关枪扫射，造成2名美军死亡和6人受伤[29]。

## 2月9日
- 第92屆奧斯卡金像獎頒獎典禮在美國洛杉磯好莱坞的杜比剧院舉行。[30]
- 伊朗借助凤凰号火箭发射胜利号卫星，卫星未能达到入轨所需速度，发射失败。[31]
- 薩爾瓦多總統納伊布·布克萊在议会讲话，要求反对派议员支持他的方案，贷款1.09亿美元为部队和警官改善装备。讲话期间，全副武装的萨尔瓦多军人和警察进入议会，引发争议。[32]萨尔瓦多最高法院（英语：Supreme Court of El Salvador）次日决定受理两位公民提出的指控，将裁定总统是否有违宪行为。[33]

## 2月10日
- 安妮格雷特·克兰普-卡伦鲍尔宣布不会在2021年德国联邦议院选举中竞选总理，将在2020年夏天辞去德国基督教民主联盟主席职务。报道称，基民盟内部人士称克兰普-卡伦鲍尔的决定与之前图林根州长选举有关。[34]
- 美国司法部宣布起诉4名中国军方人士，指控他们涉嫌参与2017年大规模侵入美国信评机构易速传真公司资料库案，導致近二分之一的美国人的个人信息被盗取[35]。
- 美国检察官建议法院判处罗杰·斯通7年至9年监禁。罗杰·斯通曾为美国总统唐纳德·特朗普担任竞选顾问。[36]唐纳德·特朗普次日公开表示量刑过重，提出建议的检察官可耻；特朗普表示，自己有权利建议美国司法部改变量刑建议，但并没有这么做。11日，参与该案的四名检察官宣布离开华盛顿特区联邦检察官办公室，不再参与该案检控工作。[37]

## 2月11日
- 先前在尼日利亚爆发的不明疾病已造成15人死亡。[38]
- 印度2020年德里立法会选举（英语：2020 Delhi Legislative Assembly election）结果出炉，总理纳伦德拉·莫迪的印度人民党惨败，平民党赢得德里立法会（英语：Delhi Legislative Assembly）70个议席中的62席，继续掌控德里立法会。[39]
- 美国共和黨、民主黨分别在新罕布什尔州举行2020年美國總統選舉初选。民主党初选（英语：2020 New Hampshire Democratic primary）中，伯尼·桑德斯（得票25.9％）、彼特·布塔朱吉（24.2％）、艾米·克罗布彻（19.9%）分列前三位。[40]支持率低迷的两位民主党候选人杨安泽、麥克·班尼宣布退出民主黨初選。[41]共和党初选（英语：2020 New Hampshire Republican primary）中，唐納德·川普大幅领先威廉·韋爾德。[42]
- 联合国安理会通过第2509号决议，将针对利比亚石油非法出口的禁令延长至2021年4月30日[43]。

## 2月14日
- 位於喀麥隆西北處的村莊发生大屠杀惨案，至少22名村民遇難[44]。
- “共和國前進！”党候选人邦雅曼·格里沃（英语：Benjamin Griveaux）宣布退出巴黎市长选举（英语：2020 Paris municipal election），声称自己受到外界攻击。前一天，彼得·安德烈耶维奇·帕夫连斯基（英语：Petr Pavlensky）在网上发布了一段网络聊天截图，称这是格里沃同一名女子的聊天，其中格里沃发送了一段自慰视频。[45][46]16日，“共和國前進！”指定法国社会团结与卫生部（英语：Minister of Health (France)）部长阿涅斯·布赞（英语：Agnès Buzyn）接替格里沃，代表该党参选巴黎市长。[47]

## 2月15日
- 沙地阿拉伯为报复也门胡塞运动击落沙地战斗机，率领联军轰炸也门北部贾夫省哈杰地区，至少造成31人死亡，几十人受伤[48]。

## 2月16日
- 凌晨，美国康涅狄格州哈特福德市一家夜总会发生枪击事件，造成1人死亡，另有4人受伤[49]。
- 伊拉克当地时间凌晨3：00，美国位于巴格达大使馆区“绿区”内的美国联军基地遭遇火箭炮袭击，但无人伤亡[50]。
- 巴基斯坦南部港口城市卡拉奇發生不明毒气外漏事件，已造成14人死亡，650人送院[51]。

## 2月17日
- 英国首相约翰逊办公室顾问萨比斯基（Andrew Sabisky）因發表「美國黑人智商低於美國白人」言論而被迫辭職[52]。
- 尼日尔东南部边境省份迪法省发生踩踏事故，造成至少22人死亡[53]。

## 2月18日
- 阿富汗總統選舉的結果出爐，現任總統阿什拉夫·加尼·艾哈迈德扎伊以50.64%的得票率擊敗對手，時任首席執行官的阿卜杜拉·阿卜杜拉[54]。
- 新华社、中国国际电视台、中国国际广播电台、《中国日报》和《人民日报》被美國认为是“外国使团”（foreign missions）[55]。
- 美国德克萨斯东区联邦地区法院法官阿莫斯·L·马赞特三世（英语：Amos L. Mazzant III）驳回了华为公司提起的违宪诉讼。2019年度美國國防授權法案禁止联邦政府机构和承包商购买华为的产品与服务，华为公司在2019年3月起诉这一法案违宪。[56]

## 2月19日
- 澳大利亚两架轻型飞机在空中相撞後於墨尔本北部坠毁。4人当场死亡[57]。
- 德国城市哈瑙发生枪击案，事件造成至少8人死亡，5人重伤[58]。
- 英國公布脫歐後移民計劃，將不會再批准低技術工人簽證。英國境內的歐盟公民和非歐盟公民在2020年12月31日之後受到一致平等的待遇[59]。
- 中华人民共和国外交部宣布吊销《华尔街日报》三名记者的记者证，限定他们在五日内离开中国大陆。这三人是华尔街日报社北京分社副社长李肇华（Josh Chin，美籍）、邓超（Chao Deng，美籍）、温友正（Philip Wen，澳大利亚籍）。此前，《华尔街日报》发表巴德学院教授沃尔特·罗素·米德（英语：Walter Russell Mead）的评论文章《中國是真正的亞洲病夫》（China Is the Real Sick Man of Asia），中华人民共和国外交部多次要求报社道歉、惩处相关人员。[60]

## 2月20日
- 澳大利亚沃兰附近有列车发生脱轨，造成人员伤亡。[61]

## 2月21日
- 2020年伊朗議會選舉進行投票。[62]
- 加拿大公路發生200車相撞事件，造成2死[63]。

## 2月22日
- 2020年多哥總統選舉進行投票。[64]
- 南蘇丹內戰交戰雙方再次組成「民族團結過渡政府」。[65]

## 2月23日
- 德國漢堡州舉行州議會選舉（英语：2020 Hamburg state election），德国社会民主党獲得最多席位，联盟90/绿党次之。[66]

## 2月24日
- 2020年马来西亚政治危机，希望联盟政府倒台，首相马哈迪·莫哈末请辞。
- 紐約一個法院的陪審團裁定被控性侵的前電影製片人哈維·溫斯坦其中兩項罪名成立。[67]
- 曾參與美國國家航空暨太空總署多次太空任務軌道計算的數學家凱薩琳·強森逝世[68]。
- 銅鑼灣書店股東及員工失蹤事件：桂民海因「為境外非法提供情報罪」，被浙江省寧波市中級人民法院判處有期徒刑十年[69]。
- 秘鲁南部強降雨導致洪水爆發，至少10人死亡[70]。

## 2月27日
- 敘利亞政府軍在伊德利卜省空襲在當地的土耳其軍，造成至少29名土軍士兵喪生。[71]

## 2月28日
- 因股东更换对杂志独立性造成威胁，法国电影杂志《电影手册》编辑部宣布集体离职。[72]
- 巴基斯坦发生巴士與火车相撞事故，造成至少30人死亡。[73]

## 2月29日
- 2020年斯洛伐克國民議會選舉進行投票。[74]
- 美國與阿富汗塔利班代表在多哈簽署協議，為結束歷時18年的阿富汗戰爭鋪路。[75]
- 伯利兹籍货船国兴1号在日本海域和日籍渔船相撞沉沒，造成13人失踪。[76]
- 泰国出現新冠肺炎的首例死亡個案，該名患者因多器官衰竭病逝，其同时患有登革热。[77]
- 第70屆柏林影展舉辦頒獎典禮，伊朗導演穆罕默德·拉素羅夫執導的電影《那裡沒有撒旦》榮獲最高榮譽金熊獎。[78]